# Gopagondanahalli, Honnali
Gopagondanahalli là một làng thuộc tehsil Honnali, huyện Davanagere, bang Karnataka, Ấn Độ.